# Анадва ВХ
Анадва́ ВХ (рос. Анадва ВХ) — двофюзеляжний тристійковий біплан, найбільший аероплан, збудований на заводі «Анатра», спроектований льотчиком-випробувачем заводу В. М. Хіоні (інші назви машини — «Двохвістка Хіоні», тип ВХ, «Анатра-Хіоні»). Літак складався з двох фюзеляжів від «Анаде», об'єднаних загальною біплановою коробкою і оперенням.

## Перші модифікації
Крила на першому літаку були нові, але з використанням нервюр «Анаде». Хвостове оперення — двофюзеляжної схеми. Елерони тільки на верхньому крилі.
Пілот розташовувався в лівому фюзеляжі, спостерігач — в правому. На верхньому крилі була зроблена виступаюча вперед неглибока гондола для стрільця. На крайніх передніх стійках коробки крил були зроблені поворотні поверхні шириною 0,5 м для компенсації завертаючого моменту при зупинці одного двигуна (що не виправдали себе). Екіпаж спочатку складався з трьох чоловік, потім з шести.
Літак був побудований за проектом В. М. Хіоні в двох екземплярах. При його будівництві вперше був застосований А. К. Михалькевичем своєрідний плазово-шаблонний метод виробництва. На фанерних плазах був розкреслений в натуру весь літак — його теоретичні контури, перетини, вузли, проводка керування і інші. З плазів бралися криві лінії перетинів за допомогою фанерних шаблонів, по ним визначалися відстані, кути тощо. Літак був випущений 30 червня 1916 р. спочатку з двома двигунами «Гном-Моносупап» в 100 к. с., з якими і випробовувався (акт від 9 липня 1916 р.). Потім були узяті фюзеляжі від «Анасаля», перероблена коробка крил і збільшений їх розмах. Двигуни «Сальмсон» потужністю 140 к. с. Перші випробування проводив сам В. М. Хіоні, після нього літали військові льотчики. У другому варіанті літак був випробуваний 5 травня 1917 р. Загальна оцінка зводилася до того, що літак не мав переваг перед одномоторним. Проте вважалося, що як легкий бомбардувальник літак може бути використаний, і в 1917 р. ескадра повітряних кораблів, що зазнавала труднощі з постачанням її «Муромцями», зробила замовлення на 50 екземплярів цих «Двохвосток». У журналі технічного комітету Управління повітряного флоту від 18 липня було дано висновок про цей літак. 3 листопада 1917 р. замовлення Ескадри було оформлене. Проте через ситуацію, яка склалась в країні, замовлення не було виконано.

## Поплавковий варіант
Літом того ж року в Одесі випробовувався третій, поплавковий, екземпляр «Анадва». Випробування закінчилися катастрофою. 11 серпня літак з авіаконструктором за штурвалом розбився при посадці на воду. Сам Хіоні не постраждав, але пасажир, що сидів у верхній гондолі, випав звідти і потонув. Це поставило хрест на подальшій кар'єрі машини.

## Післявоєнні модифікації

Анадва

У 1921 році, після закінчення громадянської війни Хіоні повернувся до свого дореволюційного проекту і побудував четвертий екземпляр «Анадва ВХ», вже з 160-сильними моторами. Радіатори були вписані в контур верхнього крила, як це робилося на багатьох німецьких і австрійських машинах. Над центропланом нижнього крила між фюзеляжами розташовувався крупний сигароподібний бензиновий бак. Літак також відрізняла дещо змінена форма хвостового оперення з роговою компенсацією керма повороту і невелике додаткове вертикальне кермо, укріплене на зовнішніх міжкрильних стійках. За задумом конструктора вони допомагали компенсувати повертаючий момент у разі відмови одного з двигунів. У назві машини вже не фігурувало прізвище колишнього власника заводу, що встиг на той час виїхати на «історичну батьківщину». Апарат випробовувався під маркою «Хіоні № 4».
Переконавшись в надійності нової машини, Хіоні перелетів на ній до Москви, де зробив декілька демонстраційних польотів. Але за оцінкою фахівців, конструкція літака була морально застарілою, а його льотні характеристики далеко відставали від вимог часу. У результаті «Хіоні № 4» також залишився в єдиному екземплярі, а в 1923 році його відправили на злом.

## Схема

Схема Анадва

Схема поплавкового варіанту